# Formel 1-VM 1970
Formel 1-VM 1970 hade 13 deltävlingar som kördes under perioden 7 mars-25 oktober. Förarmästerskapet vanns av tysken/österrikaren Jochen Rindt och konstruktörsmästerskapet av Lotus-Ford.

## Vinnare
- Förare:  Jochen Rindt, Österrike, Lotus-Ford (Postumt)
- Konstruktör:  Lotus-Ford, Storbritannien

## Grand Prix 1970
| Grand Prix                 | Datum        | Bana              | Vinnande förare! Vinnande stall | Vinnande tillverkare |              |   |
| -------------------------- | ------------ | ----------------- | ------------------------------- | -------------------- | ------------ | - |
| Sydafrikas Grand Prix      | 7 mars       | Kyalami           | Jack Brabham                    | Brabham              | Brabham-Ford | * |
| Spaniens Grand Prix        | 19 april     | Jarama            | Jackie Stewart                  | Tyrrell              | March-Ford   | * |
| Monacos Grand Prix         | 10 maj       | Monte Carlo       | Jochen Rindt                    | Lotus                | Lotus-Ford   | * |
| Belgiens Grand Prix        | 7 juni       | Spa-Francorchamps | Pedro Rodríguez                 | BRM                  |              | * |
| Nederländernas Grand Prix  | 21 juni      | Zandvoort         | Jochen Rindt                    | Lotus                | Lotus-Ford   | * |
| Frankrikes Grand Prix      | 5 juli       | Charade           | Jochen Rindt                    | Lotus                | Lotus-Ford   | * |
| Storbritanniens Grand Prix | 18 juli      | Brands Hatch      | Jochen Rindt                    | Lotus                | Lotus-Ford   | * |
| Tysklands Grand Prix       | 2 augusti    | Hockenheimring    | Jochen Rindt                    | Lotus                | Lotus-Ford   | * |
| Österrikes Grand Prix      | 16 augusti   | Österreichring    | Jacky Ickx                      | Ferrari              |              | * |
| Italiens Grand Prix        | 6 september  | Monza             | Clay Regazzoni                  | Ferrari              |              | * |
| Kanadas Grand Prix         | 20 september | Mont-Tremblant    | Jacky Ickx                      | Ferrari              |              | * |
| USA:s Grand Prix           | 4 oktober    | Watkins Glen      | Emerson Fittipaldi              | Lotus                | Lotus-Ford   | * |
| Mexikos Grand Prix         | 25 oktober   | Mexico City       | Jacky Ickx                      | Ferrari              |              | * |

## Grand Prix utanför VM 1970
| Grand Prix /Race          | Datum      | Bana         | Vinnande förare! Vinnande stall | Vinnande tillverkare |              |
| ------------------------- | ---------- | ------------ | ------------------------------- | -------------------- | ------------ |
| Race of Champions         | 22 mars    | Brands Hatch | Jackie Stewart                  | Tyrrell              | March-Ford   |
| BRDC International Trophy | 26 april   | Silverstone  | Chris Amon                      | March                | March-Ford   |
| International Gold Cup    | 22 augusti | Oulton Park  | John Surtees                    | Surtees              | Surtees-Ford |

## Stall, nummer och förare 1970
| Stall/Tillverkare                           | Nummer                                     | Förare                          |
| ------------------------------------------- | ------------------------------------------ | ------------------------------- |
| Antique Automobiles (March-Ford)            | 14, 18, 22, 23, 26, 27, 29, 52             | Ronnie Peterson, Sverige        |
| Auto Motor und Sport (Brabham-Ford)         | 6, 11, 12, 14, 16, 18, 19, 21, 22, 24, 46  | Rolf Stommelen, Tyskland        |
| BRM                                         | 2, 5, 8, 15, 16, 18, 19, 20, 23            | Jackie Oliver, Storbritannien   |
| BRM                                         | 1, 3, 6, 10, 14, 20, 17, 19, 22            | Pedro Rodríguez, Mexiko         |
| BRM                                         | 3, 4, 12, 15, 16, 18, 21, 24               | George Eaton, Kanada            |
| BRM                                         | 32                                         | Peter Westbury, Storbritannien  |
| Bellasi-Ford                                | 24, 27, 29, 56                             | Silvio Moser, Schweiz           |
| Brabham-Ford                                | 3, 5, 7, 10, 11, 12, 15, 17, 18, 23, 44    | Jack Brabham, Australien        |
| Ferrari                                     | 2, 3, 10, 12, 17, 18, 25, 26, 27           | Jacky Ickx, Belgien             |
| Ferrari                                     | 6, 11, 14, 28                              | Ignazio Giunti, Italien         |
| Ferrari                                     | 4, 15, 19, 26, 27                          | Clay Regazzoni, Schweiz         |
| Gus Hutchison (Brabham-Ford)                | 31                                         | Gus Hutchison, USA              |
| Hubert Hahne (March-Ford)                   | 26                                         | Hubert Hahne, Tyskland          |
| Jo Bonnier (McLaren-Ford)                   | 27, 38                                     | Joakim Bonnier, Sverige         |
| Lotus-Ford                                  | 2, 3, 5, 6, 9, 10, 20, 22                  | Jochen Rindt, Österrike         |
| Lotus-Ford                                  | 2, 6, 7, 10, 12, 16, 19, 21, 24            | John Miles, Storbritannien      |
| Lotus-Ford                                  | 8, 17, 24, 26, 28                          | Emerson Fittipaldi, Brasilien   |
| Lotus-Ford                                  | 23                                         | Reine Wisell, Sverige           |
| March-Ford                                  | 4, 5, 8, 9, 10, 12, 14, 15, 16, 20, 28, 48 | Chris Amon, Nya Zeeland         |
| March-Ford                                  | 3, 9, 11, 12,14, 15, 16,19, 21, 50         | Jo Siffert, Schweiz             |
| Matra                                       | 3, 4, 6, 7, 8, 19, 21, 23 ,25, 40          | Jean-Pierre Beltoise, Frankrike |
| Matra                                       | 4, 7, 8, 9,14, 20, 22, 24,26, 42           | Henri Pescarolo, Frankrike      |
| McLaren (McLaren-Ford & McLaren-Alfa Romeo) | 4, 6, 5, 8, 9, 11, 19, 21, 30              | Denny Hulme, Nya Zeeland        |
| McLaren (McLaren-Ford & McLaren-Alfa Romeo) | 5, 11, 12                                  | Bruce McLaren, Nya Zeeland      |
| McLaren (McLaren-Ford & McLaren-Alfa Romeo) | 6, 9, 20, 23, 24, 32                       | Peter Gethin, Storbritannien    |
| McLaren (McLaren-Ford & McLaren-Alfa Romeo) | 8, 10, 11, 16, 20, 21, 22, 34              | Andrea de Adamich, Italien      |
| McLaren (McLaren-Ford & McLaren-Alfa Romeo) | 10, 17, 32                                 | Dan Gurney, USA                 |
| McLaren (McLaren-Ford & McLaren-Alfa Romeo) | 36                                         | Nanni Galli, Italien            |
| Pete Lovely Volkswagen (Lotus-Ford)         | 25, 28, 29, 31                             | Pete Lovely, USA                |
| R R C Walker (Lotus-Ford)                   | 1, 6, 8, 9,11, 14,15, 23, 28               | Graham Hill, Storbritannien     |
| R R C Walker (Lotus-Ford)                   | 11                                         | Brian Redman, Storbritannien    |
| STP Corporation (March-Ford)                | 5, 8, 11, 18, 26                           | Mario Andretti, USA             |
| Scuderia Scribante (Lotus-Ford)             | 25                                         | Dave Charlton, Sydafrika        |
| Surtees (McLaren-Ford & Surtees-Ford)       | 4, 7, 8, 14, 15, 16, 17, 20                | John Surtees, Storbritannien    |
| Surtees (McLaren-Ford & Surtees-Ford)       | 18                                         | Derek Bell, Storbritannien      |
| Team Gunston (Lotus-Ford & Brabham-Ford)    | 23                                         | John Love, Rhodesia             |
| Team Gunston (Lotus-Ford & Brabham-Ford)    | 24                                         | Peter de Klerk, Sydafrika       |
| Tom Wheatcroft Racing (Brabham-Ford)        | 8                                          | Derek Bell, Storbritannien      |
| Tyrrell (March-Ford & Tyrrell-Ford)         | 1, 3, 5, 11, 18, 21                        | Jackie Stewart, Storbritannien  |
| Tyrrell (March-Ford & Tyrrell-Ford)         | 2, 16, 20                                  | Johnny Servoz-Gavin, Frankrike  |
| Tyrrell (March-Ford & Tyrrell-Ford)         | 2, 6, 20, 23                               | François Cévert, Frankrike      |
| Williams (De Tomaso-Ford)                   | 4, 7, 12, 22, 24                           | Piers Courage, Storbritannien   |
| Williams (De Tomaso-Ford)                   | 25                                         | Brian Redman, Storbritannien    |
| Williams (De Tomaso-Ford)                   | 10, 26, 30, 54                             | Tim Schenken, Australien        |
| World Wide Racing (Lotus-Ford)              | 9, 22, 23                                  | Alex Soler-Roig, Spanien        |

## Slutställning förare 1970
| Placering | Förare! Stall        | Konstruktör          | Poäng                       |    |
| --------- | -------------------- | -------------------- | --------------------------- | -- |
| 1         | Jochen Rindt         | Lotus                | Lotus-Ford                  | 45 |
| 2         | Jacky Ickx           | Ferrari              |                             | 40 |
| 3         | Clay Regazzoni       | Ferrari              |                             | 33 |
| 4         | Denny Hulme          | McLaren              | McLaren-Ford                | 27 |
| 5         | Jack Brabham         | Brabham              | Brabham-Ford                | 25 |
| 6         | Jackie Stewart       | Tyrrell              | March-Ford                  | 25 |
| 7         | Pedro Rodríguez      | BRM                  |                             | 23 |
| 8         | Chris Amon           | March                | March-Ford                  | 23 |
| 9         | Jean-Pierre Beltoise | Matra                |                             | 16 |
| 10        | Emerson Fittipaldi   | Lotus                | Lotus-Ford                  | 12 |
| 11        | Rolf Stommelen       | Auto Motor und Sport | Brabham-Ford                | 10 |
| 12        | Henri Pescarolo      | Matra                |                             | 8  |
| 13        | Graham Hill          | R R C Walker         | Lotus-Ford                  | 7  |
| 14        | Bruce McLaren        | McLaren              | McLaren-Ford                | 6  |
| 15        | Reine Wisell         | Lotus                | Lotus-Ford                  | 4  |
| 16        | Mario Andretti       | STP Corporation      | March-Ford                  | 4  |
| 17        | Ignazio Giunti       | Ferrari              |                             | 3  |
| 18        | John Surtees         | Surtees              | McLaren-Ford & Surtees-Ford | 3  |
| 19        | John Miles           | Lotus                | Lotus-Ford                  | 2  |
| 20        | Jackie Oliver        | BRM                  |                             | 2  |
| 21        | Johnny Servoz-Gavin  | Tyrrell              | March-Ford                  | 2  |
| 22        | François Cévert      | Tyrrell              | March-Ford                  | 1  |
| 23        | Peter Gethin         | McLaren              | McLaren-Ford                | 1  |
| 24        | Dan Gurney           | McLaren              | McLaren-Ford                | 1  |
| 25        | Derek Bell           | Surtees              | Surtees-Ford                | 1  |

## Slutställning konstruktörer 1970
| Placering | Konstruktör        | Poäng |
| --------- | ------------------ | ----- |
| 1         | Lotus-Ford         | 59    |
| 2         | Ferrari            | 52    |
| 3         | March-Ford         | 48    |
| 4         | Brabham-Ford       | 35    |
| =         | McLaren-Ford       | 35    |
| 6         | BRM                | 23    |
| =         | Matra              | 23    |
| 8         | Surtees-Ford       | 3     |
| 9         | McLaren-Alfa Romeo | 0     |
| =         | De Tomaso-Ford     | 0     |
| =         | Tyrrell-Ford       | 0     |
| =         | Bellasi-Ford       | 0     |